# كالوم فيرغوسون
كالوم فيرغوسون (بالإنجليزية: Calum Ferguson)‏ (ولد في 12 فبراير 1995) هو لاعب كرة قدم اسكتلندي-كندي يلعب كمهاجن لصالح نادي إيلجين. سبق له اللعب مع نادي إنفرنيس.

## روابط خارجية
- كالوم فيرغوسون على موقع قاعدة بيانات كرة القدم.إي يو (الإنجليزية)
- كالوم فيرغوسون على موقع Soccerbase.com (لاعب) (الإنجليزية)
- كالوم فيرغوسون على موقع Soccerway.com (الإنجليزية)